# Fronteira Guatemala–México
A fronteira entre Guatemala e México é a linha que limita os territórios de Guatemala e México.
Com 959 km, corre entre o noroeste da Guatemala (departamentos de San Marcos, Huehuetenango, El Quiché e El Petén) e os estados mexicanos de Campeche, Tabasco e Chiapas. Parte segue o rio Usumacinta, o rio Salinas, e o rio Suchiate.

## Plano Fronteira Sul (Plan Frontera Sur)
Em 7 de julho de 2014, os presidentes do México, Enrique Peña Nieto, e da Guatemala, Otto Pérez Molina, anunciaram o chamado "Plano Fronteira Sul" para reforçar a segurança na fronteira, reforçando a vigilância. 
Iniciaram, então, a construção de um muro que impede a passagem de migrantes no local em que os imigrantes embarcavam no trem conhecido como "the Beast", que atravessa a fronteira com o México. O muro foi construído pela empresa Ferrosur, da empresa alemã Larrea."

## Cidades e cruzamentos fronteiriços

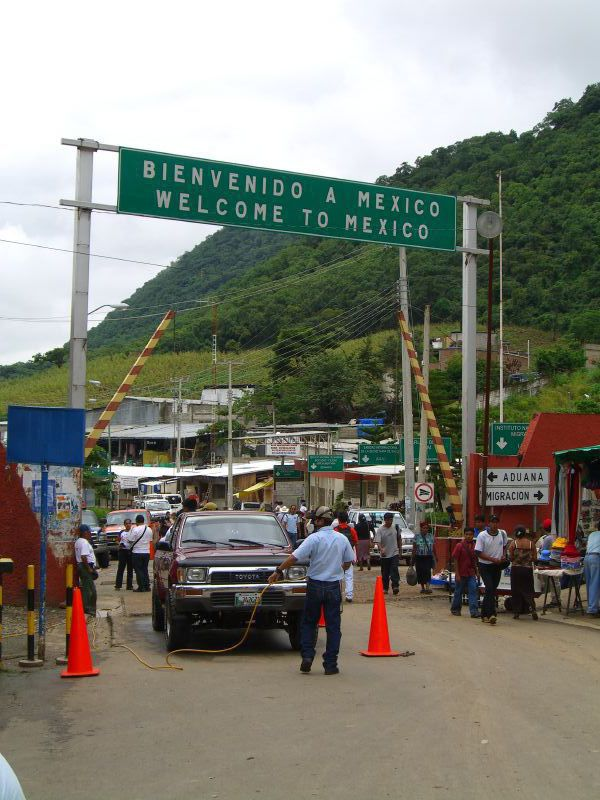
Cruzamento fronteiriço Guatemala-México.

Guatemala e México contavam com 10 cruzamentos fronteiriços formais em 2004:
- Ciudad Hidalgo, Chiapas - Tecún Umán, San Marcos
- Talismán, Chiapas - El Carmen, San Marcos
- Unión Juárez, Chiapas - Toquían Grande, San Marcos
- Mazapa de Madero, Chiapas- Sibinal, San Marcos
- Ciudad Cuauhtémoc, Chiapas - La Mesilla, Huehuetenango
- Carmen Xhán, Chiapas - Gracias a Dios, Huehuetenango
- Nuevo Orizaba, Chiapas - Ingenieros, El Quiché
- Frontera Corozal, Chiapas - Bethel, El Petén
- El Ceibo (Sueños de Oro), Tabasco - El Ceibo, El Petén
- El Martillo, Tabasco - El Naranjo, El Petén